# Twin Jet
Pour les articles homonymes, voir Twin.
Twin Jet (code AITA : T7, code OACI : TJT) est une compagnie aérienne française, membre de Flying Blue, le programme de fidélisation du groupe Air France-KLM. Elle fait partie de la maison mère suisse Fleet Management Airways , et dispose de 13 avions pour assurer plus de 200 vols hebdomadaire .

## Histoire
La compagnie a été créée par Olivier Manaut en mai 2001. 
Le premier vol commercial a lieu la même année, le 3 octobre, entre Nîmes et Châteauroux.

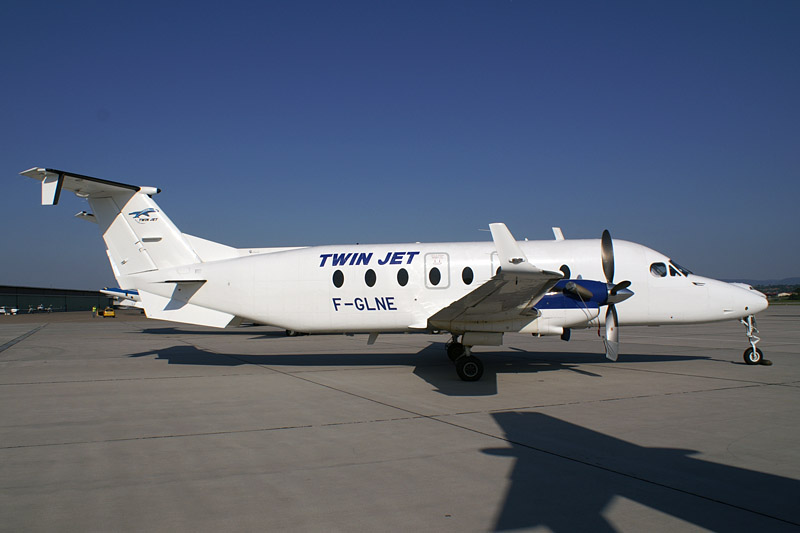
Beechcraft 1900D de Twin Jet F-GLNE en 2006.

Le siège social de la compagnie est à Aix-en-Provence (Bouches-du-Rhône), sur le site de l'ancienne base aérienne 114.
Twin Jet a développé un réseau de lignes régulières régionales en France et en Europe, et propose plus de 40 vols par jour. 
Twin Jet a ouvert le 18 mars 2002 sa première ligne régulière entre Cherbourg et Paris-Orly (terminal Ouest) obtenue dans le cadre d’un appel d'offres public.
Le 1er septembre 2006, le billet électronique a été mis en place sur la totalité de ses lignes, suivi du lancement de son centre d'appel intégré. Depuis juin 2008, la compagnie propose la vente en ligne sur son site internet.
Le président de Twin Jet, Olivier Manaut est résident suisse, tout comme sa holding de tête, Fleet Management Airways (FMA) et ceci dans le but de financer l'acquisition de ses avions qu'il n'arrivait plus à mener en France. La flotte de la compagnie est en pleine propriété de Twin Jet.
En septembre 2016, la compagnie annonce le rachat et sa fusion avec la compagnie aérienne française Hex'air qui exploite une flotte de deux Beechcraft 1900 et exploite la ligne Paris-Orly - Le Puy-en-Velay - Mende.
En juin 2017, la compagnie signe un accord commercial connectant les lignes régulières de Twin Jet avec celles de Hop! et Air France via Paris Orly.
Twin Jet annonce en juin 2019 le lancement du service d'enregistrement en ligne pour l'intégralité de son réseau. À partir de 30 heures précédant le départ du vol, les passagers ont la possibilité de s’enregistrer en ligne et d'imprimer leur carte d’embarquement.
À la suite de la crise du Covid-19, Twin Jet repense les liaisons aériennes en mai 2020 et propose un service de navette privatisée au départ des aéroports de Paris-Le Bourget, Lyon, Toulouse et Marseille pour toutes destinations et ceci dans le but de protéger efficacement les collaborateurs et de partir du terminal « entreprises » afin d’éviter la foule.
En 2021, et dans l’attente de réouverture de ses lignes, Twin Jet se déploie sur le transport de fret à l’international, sur les évacuations sanitaires et travaille en partenariat avec l’ARS pour le transport des malades COVID entre hôpitaux.
En 2022, Twin Jet a annoncé l’ouverture de la ligne Toulouse-Marseille en janvier 2022, dans les traces d’Air France qui a abandonné la route, la ligne Lyon-Milan à compter du 12 septembre 2022 , et la ligne Lyon - Bologne en décembre 2022.
En mai 2023, la compagnie annonce l'ouverture de la ligne Toulouse - Rennes et en juin 2023, l'ouverture de la ligne Lyon - Pau. 
En avril 2024, Twin Jet lance une nouvelle ligne régulière entre Nice et Toulouse. En octobre 2024, la compagnie annonce la reprise de la ligne Strasbourg-Lyon à partir du 31 mars 2025.

## Flotte

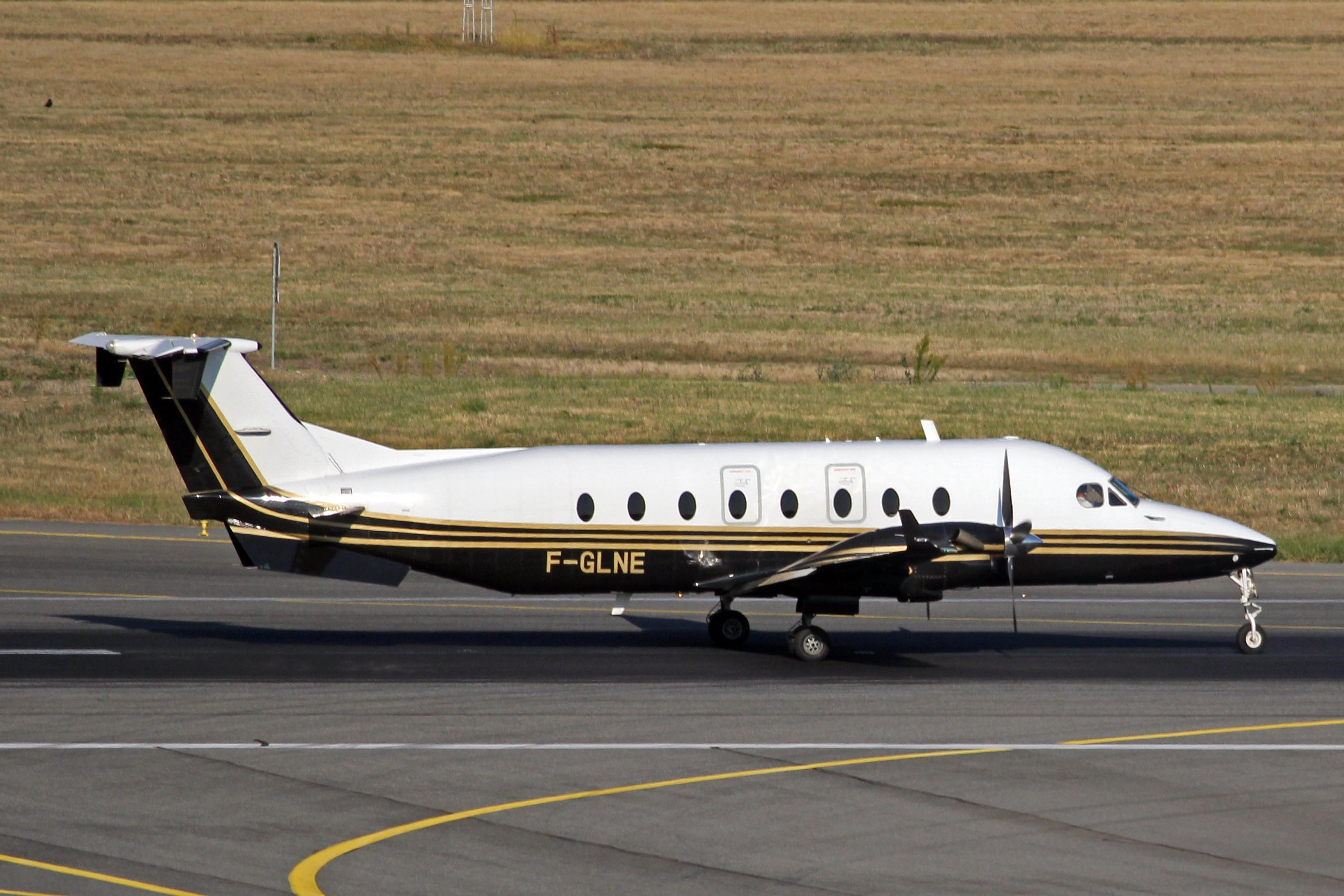
Beechraft 1900D F-GLNE Twin Jet basé au Bourget.

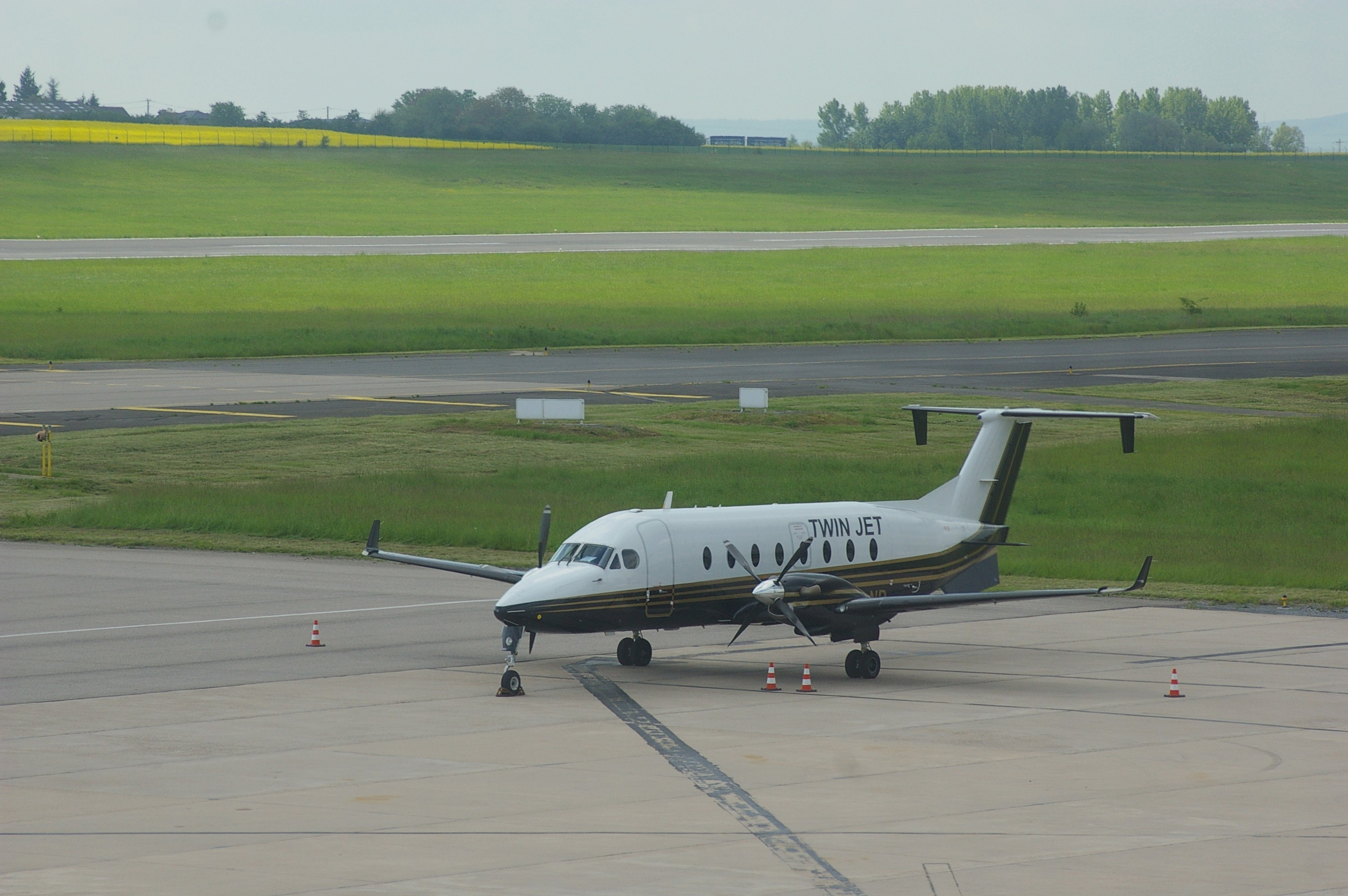
Un Beechraft 1900D de la compagnie Twin Jet sur le tarmac de l'aéroport Metz-Nancy Lorraine en 2010.

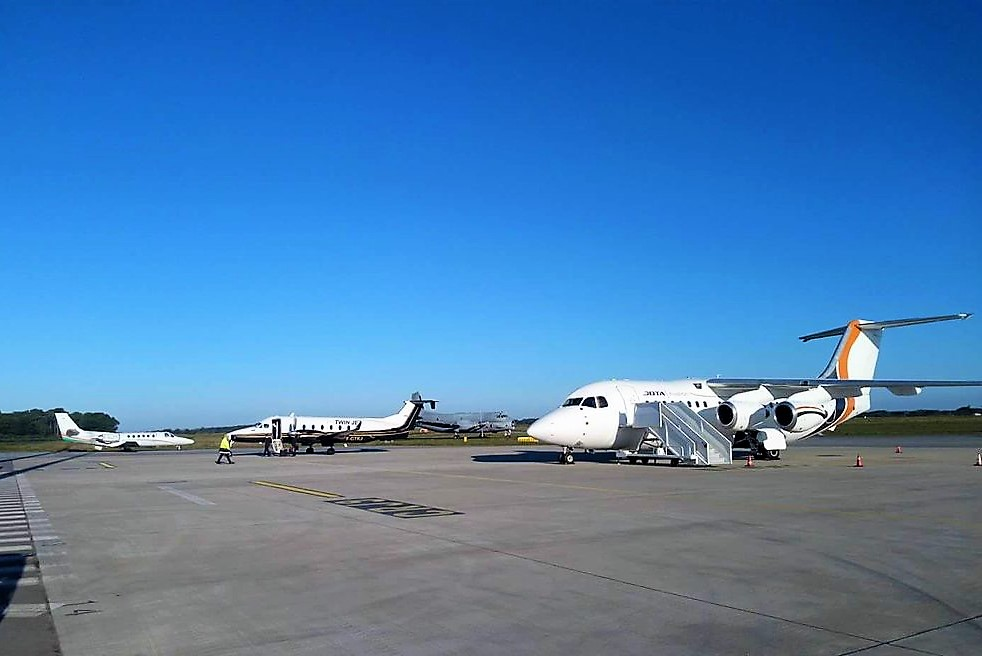
Beechcraft 1900D sur le tarmac de l'Aéroport de Lorient-Bretagne-Sud en 2017.

La compagnie Twin Jet est le premier opérateur du Beechcraft 1900D en Europe, soit 13 appareils.
Les avions sont tous autorisés pour faire du transport de marchandises dangereuses, et les équipages formés .
Les avions sont tous autorisés pour réaliser des évacuations sanitaires et le service opérations de la compagnie est joignable 24/7.
Certains avions sont en cargo et assurent une activité de fret toute l'année.

## Destinations régulières
La compagnie réalise 200 vols par semaine à destination de la France, et de quelques villes européennes :

### France
- Bordeaux > Marseille
- Brest > Metz-Nancy-Lorraine
- Le Puy-en-Velay > Paris-Orly
- Lyon-Saint-Exupéry > Bologne, Milan Malpensa, Pau, Strasbourg
- Marseille Provence > Bordeaux, Milan Malpensa, Toulouse
- Mende > Paris-Orly
- Metz-Nancy-Lorraine > Brest
- Nantes > Toulouse
- Nice > Toulouse, Venise
- Paris > Le Puy-en-Velay, Mende
- Rennes-Bretagne > Toulouse
- Strasbourg > Lyon
- Toulouse-Blagnac > Marseille, Nantes, Nice, Rennes
- Pau-Pyrénées > Lyon

### Italie
- Milan Malpensa > Marseille, Lyon
- Bologne-Guglielmo Marconi > Lyon
- Venise > Nice

## Autres activités de la compagnie
- Aviation d'affaires[23] : location d'avion avec équipage.
- Évacuations sanitaires[24]: deux bases principales: Le Bourget et Marseille.
- Navettes d'entreprises entre sites industriels (comme la relève des marins-pêcheurs d'Intermarché entre Inverness et Lorient ou les marins des porte-conteneurs entre Le Havre et Saint-Nazaire...).